# Pentasteron simplex
Pentasteron simplex là một loài nhện trong họ Zodariidae.
Loài này thuộc chi Pentasteron. Pentasteron simplex được Barbara C. Baehr & Rudy Jocqué miêu tả năm 2001.